# AACTA alla miglior attrice non protagonista internazionale
L'AACTA alla miglior attrice non protagonista internazionale (AACTA International Award for Best Supporting Actress) viene assegnato dal 2013 all'attrice non protagonista in un film non australiano votata come migliore dall'Australian Academy of Cinema and Television Arts.

## Vincitori e candidati

### Anni 2010-2019
- 2013
  - Jacki Weaver - Il lato positivo - Silver Linings Playbook (Silver Linings Playbook)
- 2014
  - Jennifer Lawrence - American Hustle - L'apparenza inganna (American Hustle)
  - Sally Hawkins - Blue Jasmine
  - Lupita Nyong'o - 12 anni schiavo (12 Years a Slave)
  - Julia Roberts - I segreti di Osage County (August: Osage County)
  - Octavia Spencer - Prossima fermata Fruitvale Station (Fruitvale Station)
- 2015
  - Patricia Arquette - Boyhood
  - Keira Knightley - The Imitation Game
  - Emma Stone - Birdman
  - Meryl Streep - Into the Woods
  - Naomi Watts - Birdman
- 2016
  - Rooney Mara - Carol
  - Judy Davis - The Dressmaker - Il diavolo è tornato (The Dressmaker)
  - Jennifer Jason Leigh - The Hateful Eight
  - Alicia Vikander - The Danish Girl
  - Kate Winslet - Steve Jobs
- 2017
  - Nicole Kidman - Lion - La strada verso casa (Lion)
  - Viola Davis - Barriere (Fences)
  - Naomie Harris - Moonlight
  - Teresa Palmer - La battaglia di Hacksaw Ridge (Hacksaw Ridge)
  - Michelle Williams - Manchester by the Sea
- 2018
  - Allison Janney - Tonya (I, Tonya)
  - Mary J. Blige - Mudbound
  - Laurie Metcalf - Lady Bird
  - Abbie Cornish - Tre manifesti a Ebbing, Missouri (Three Billboards Outside Ebbing, Missouri)
  - Nicole Kidman - Il sacrificio del cervo sacro (The Killing of a Sacred Deer)
- 2019
  - Nicole Kidman - Boy Erased - Vite cancellate (Boy Erased)
  - Amy Adams - Vice - L'uomo nell'ombra (Vice)
  - Emily Blunt - A Quiet Place - Un posto tranquillo (A Quiet Place)
  - Claire Foy - First Man - Il primo uomo (First Man)
  - Margot Robbie - Maria regina di Scozia (Mary Queen of Scots)

### Anni 2020-2029
- 2020[2][3]
  - Margot Robbie - Bombshell - La voce dello scandalo (Bombshell)
  - Florence Pugh - Piccole donne (Little Women)
  - Nicole Kidman - Bombshell - La voce dello scandalo (Bombshell)
  - Toni Collette - Cena con delitto - Knives Out (Knives Out)
  - Margot Robbie - C'era una volta a... Hollywood (Once Upon a Time... in Hollywood)
- 2021[4][5]
  - Olivia Colman - The Father - Nulla è come sembra (The Father)
  - Maria Bakalova - Borat - Seguito di film cinema (Borat Subsequent Moviefilm: Delivery of Prodigious Bribe to American Regime for Make Benefit Once Glorious Nation of Kazakhstan)
  - Saoirse Ronan - Ammonite - Sopra un'onda del mare (Ammonite)
  - Amanda Seyfried - Mank
  - Swankie - Nomadland